# Słuszewo
Słuszewo (kaszb. Słëszewò, niem. Schluschow) – wieś kaszubska w Polsce położona w województwie pomorskim, w powiecie wejherowskim, w gminie Gniewino na zachodnim skraju Puszczy Wierzchucińskiej w pobliżu trasy linii kolejowej Wejherowo-Choczewo-Lębork (obecnie zawieszonej).
W latach 1975–1998 miejscowość administracyjnie należała do województwa gdańskiego.